# Winchester, Arkansas
Winchester là một thị trấn thuộc quận Drew, tiểu bang Arkansas, Hoa Kỳ. Năm 2010, dân số của thị trấn này là 167 người.

## Dân số
- Dân số năm 2000: 191 người.
- Dân số năm 2010: 167 người.